# Macroclinium xiphophorus
Macroclinium xiphophorus är en orkidéart som först beskrevs av Heinrich Gustav Reichenbach, och fick sitt nu gällande namn av Dodson. Macroclinium xiphophorus ingår i släktet Macroclinium och familjen orkidéer.
Artens utbredningsområde är Ecuador. Inga underarter finns listade i Catalogue of Life.

## Bildgalleri

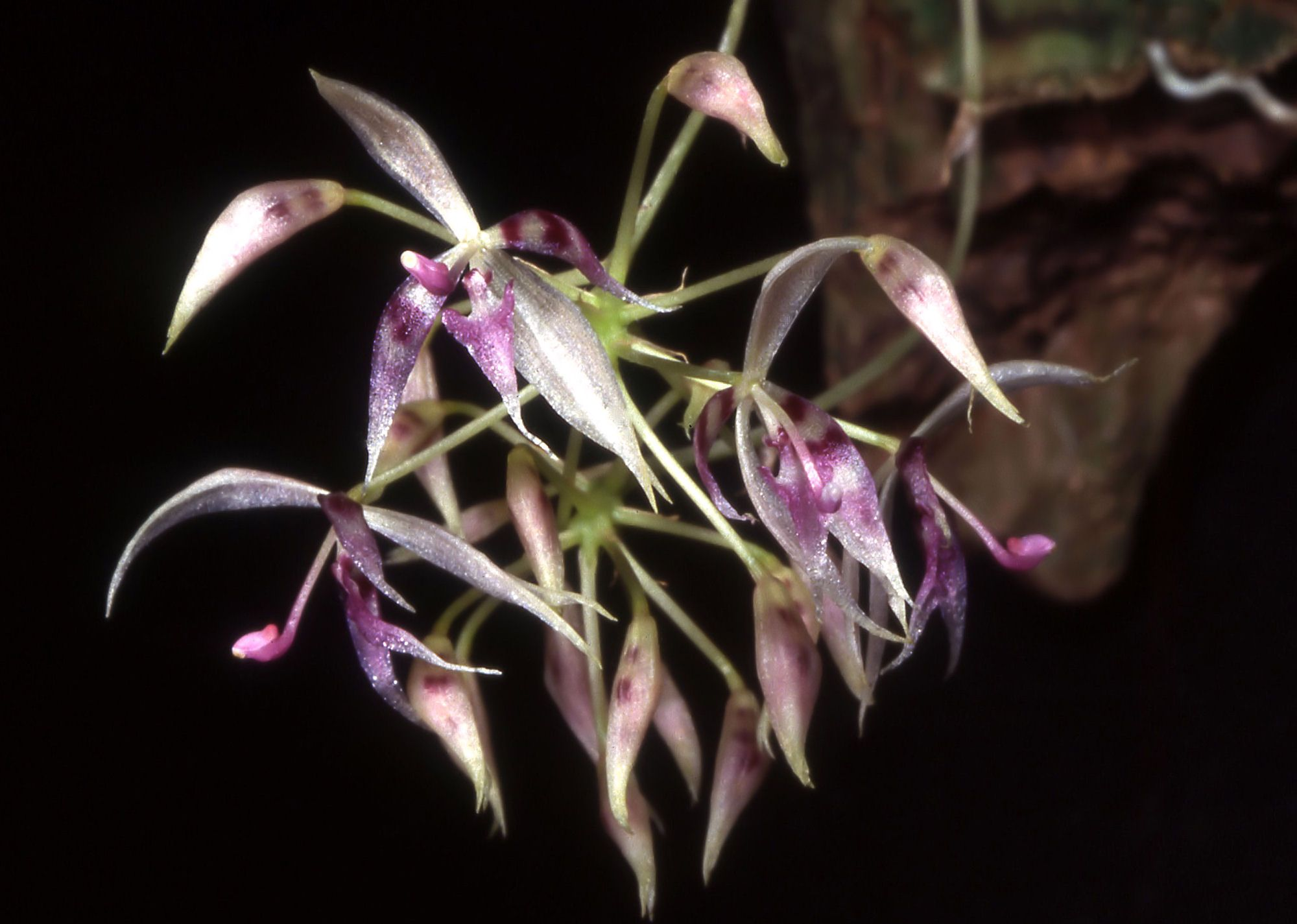